# Vaejovis montanus
Espèce
Vaejovis montanus est une espèce de scorpions de la famille des Vaejovidae.

## Distribution
Cette espèce est endémique du Mexique. Elle se rencontre au Chihuahua vers Guadalupe y Calvo et au Sonora vers Yécora entre 1 920 et 2 625 m d'altitude dans la Sierra Madre occidentale.

## Description
Le mâle holotype mesure 28,16 mm et la femelle 26,74 mm.

## Publication originale
- Graham & Bryson, 2010 : « Vaejovis montanus (Scorpiones : Vaejovidae), a new species from the Sierra Madre Occidental of Mexico. » The Journal of Arachnology, vol. 38, no 2, p. 285-293 (texte intégral).